# پایگاه پهپادی اسرائیل در ایران

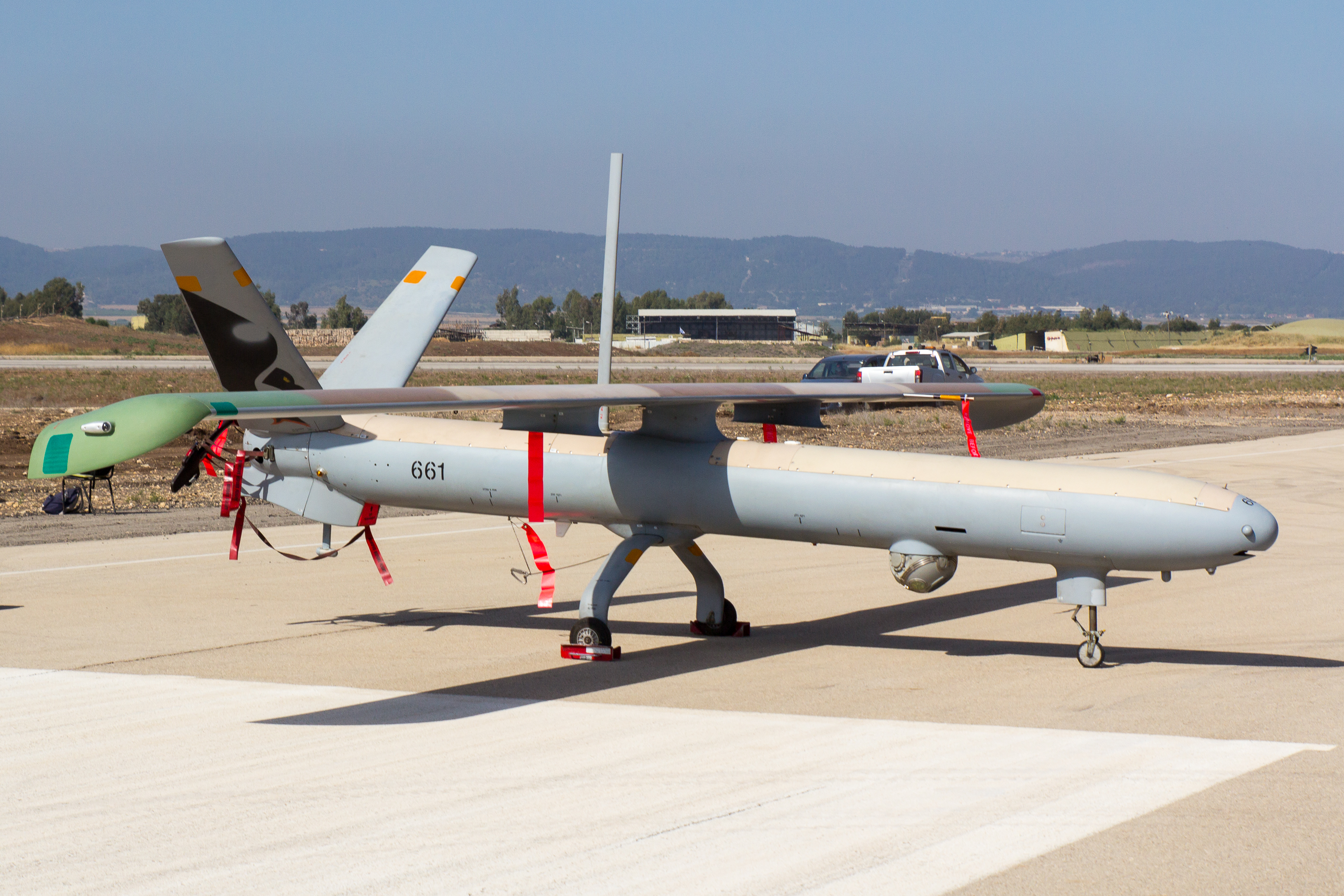
هرمس ۴۵۰ متعلق به نیروی هوایی اسرائیل

پایگاه پهپادی اسرائیل در ایران تأسیساتی مخفی است که، به گفتهٔ موساد، سازمان اطلاعات ملی اسرائیل، در خاک ایران ایجاد کرده است. گفته ‌شده این پایگاه در جریان حملات اسرائیل به ایران در ۱۳ ژوئن ۲۰۲۵ فعال شده تا امکان انجام حملات پهپادی و حملات با تسلیحات هدایت‌شونده دقیق را در داخل ایران فراهم آورد.

## پیش‌زمینه
ایجاد یک پایگاه نظامی در داخل خاک ایران، مرحله‌ای جدید و مهم در درگیری‌های میان ایران و اسرائیل به‌شمار می‌رود؛ درگیری‌ عمدتاً شامل عملیات‌های خرابکارانه، حملات سایبری و حملات هوایی از فاصله دور بوده است.

## ایجاد پایگاه
بر پایه گزارش‌هایی که توسط گاردین و آکسیوس منتشر شده، عوامل موساد موفق شدند پهپادها، تسلیحات دقیق و نیروی انسانی را به‌طور مخفیانه به مرکز ایران منتقل کرده و یک سایت پرتاب مخفی در نزدیکی تهران ایجاد کنند. این پایگاه در نزدیکی سایت‌های پدافند هوایی و موشکی ایران قرار داشته و در میان زیرساخت‌های غیرنظامی پنهان شده است.

## ژوئن ۲۰۲۵
در ۱۳ ژوئن ۲۰۲۵ و هم‌زمان با آغاز حملات اسرائیل به ایران در ۱۳ ژوئن ۲۰۲۵، پهپادها و سامانه‌های موشکی از این پایگاه مخفی به‌کار گرفته شدند تا اهداف زیر را در خاک ایران مورد حمله قرار دهند:
- سکوهای پرتاب موشک‌های زمین‌به‌زمین، که هدف از آن جلوگیری از شلیک موشک‌های احتمالی به سمت اسرائیل بود.
- سامانه‌های پدافند هوایی، که به منظور ایجاد مسیر امن برای حملات بعدی نیروی هوایی اسرائیل مورد هدف قرار گرفتند.

این اقدامات بخشی از راهبرد ترکیبی اسرائیل بودند که شامل پهپادها، حملات هوایی و عملیات خرابکارانه در عمق خاک ایران می‌شدند.

## مراحل عملیات
عوامل موساد و نیروهای ویژه اسرائیل طی چند سال به‌صورت پنهانی در ایران مستقر شده و تسلیحات پیشرفته را به کشور منتقل کرده بودند. این پایگاه پهپادی امکان فعال‌سازی از راه دور پهپادهای انتحاری را فراهم می‌کرد که سکوهای پرتاب موشک و سایت‌های دفاع هوایی را در طول شب هدف قرار دادند.

### عملیات اسرائیل در سه مرحله اصلی انجام شد:

#### مرحله اول
استقرار تسلیحات دقیق – عوامل موساد تسلیحات هدایت‌شونده با دقت بالا را در نزدیکی سامانه‌های موشکی زمین‌به‌هوا در ایران جای‌گذاری کردند که بعدها به‌صورت از راه دور فعال شدند.

#### مرحله دوم
سامانه‌های ضربتی متحرک – سامانه‌های پیشرفته‌ای که در خودروها مخفی شده بودند، برای غیرفعال‌سازی سایت‌های پدافندی مورد استفاده قرار گرفتند.

#### مرحله سوم
فعال‌سازی پایگاه پهپادی – این پایگاه مخفی در نزدیکی تهران، پهپادهای انتحاری را به سمت اهداف کلیدی از جمله پایگاه اسفج‌آباد شلیک کرد.

## پیامدهای راهبردی
تخریب سامانه‌های دفاعی و سکوهای پرتاب موشک ایران توسط پهپادهایی که از داخل خاک ایران پرتاب شده بودند، نقش مهمی در خنثی‌سازی تهدیدهای فوری و تسهیل عملیات گسترده‌تر اسرائیل با کم‌ترین مقاومت نیروهای ایرانی ایفا کرد.
به گفته روزنامه‌نگار علی‌حسین قاضی‌زاده «موساد در داخل خاک ایران پایگاه پهپادی احداث کرده بود؛ اقدامی که حتی در لبنان و در مواجهه با حزب‌الله نیز سابقه نداشته است… این مسئله نشان‌دهنده عمق و گستردگی نفوذ اسرائیل در ایران است.»